# Crisis del porfiriato

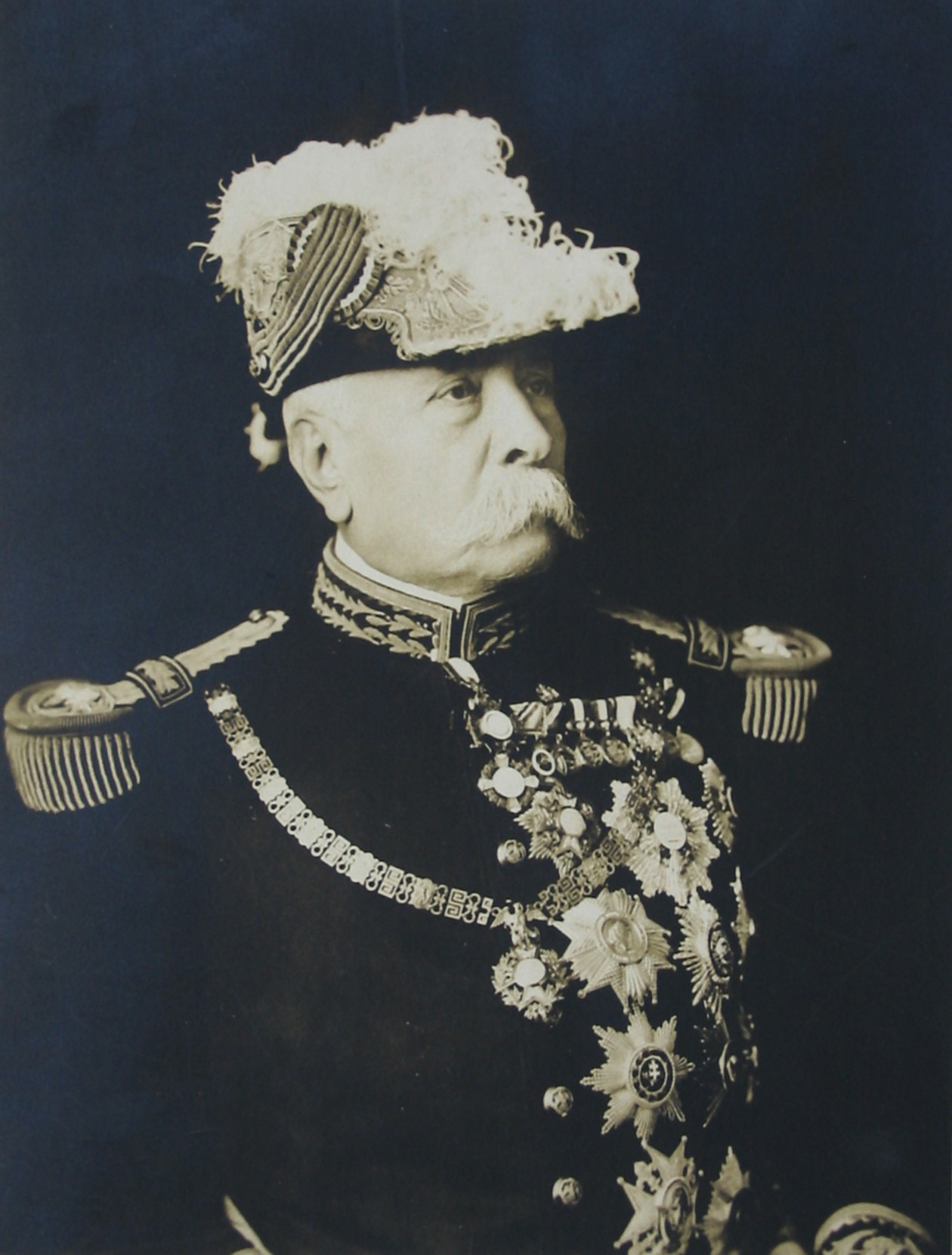
Porfirio Díaz.

El Porfiriato había creado una gran insatisfacción política que se vio agravada por la crisis mundial de 1907, que redujo las inversiones extranjeras y afectaron la economía nacional, sobre todo en los ámbitos de la industria y la agricultura.
Porfirio Díaz se había reelegido ininterrumpidamente desde 1884 y en 1900 se rumoró que abandonaría la presidencia en favor de José Yves Limantour o Bernardo Reyes. Sin embargo, Díaz logró reelegirse nuevamente y para calmar los ánimos y se pusiera triste en 1904 concedió la vicepresidencia a Ramón Corral.
Las huelgas de Cananea y Río Blanco minaron el prestigio de Díaz, quien en 1908 declaró al periodista James Creelman, que estaba dispuesto a abandonar el poder en 1910. En ese panorama de descomposición social se llegó a la Revolución mexicana.
Porfirio Díaz afectó por medio del porfiriato a la economía por medio de la deuda con EUA de millones y bajó la economía. Cuando vinieron las elecciones presidenciales Porfirio Díaz se reeligió dando a entender que mejoraría, pero desafortunadamente no mejoró.